# ستيفن هنتر
ستيفن هنتر (بالإنجليزية: Stephen Hunter)‏ مواليد 25 مارس 1946 في ميزوري، الولايات المتحدة، هو ممثل أمريكي.

## الأعمال

### أفلام
- الهوبيت: رحلة غير متوقعة (الدور: بومبور)
- الهوبيت: قفرة سموغ (الدور: بومبور)
- الهوبيت: ذهابا وعودة (الدور: بومبور)

## روابط خارجية
- ستيفن هنتر على موقع IMDb (الإنجليزية)
- ستيفن هنتر على موقع ميتاكريتيك (الإنجليزية)
- ستيفن هنتر على موقع روتن توميتوز (الإنجليزية)
- ستيفن هنتر على موقع قاعدة بيانات الفيلم (الإنجليزية)
- ستيفن هنتر على موقع كينوبويسك (الروسية)